# Parupeneus spilurus
Parupeneus spilurus är en fiskart som först beskrevs av Bleeker, 1854.  Parupeneus spilurus ingår i släktet Parupeneus och familjen mullefiskar. Inga underarter finns listade i Catalogue of Life.